# Église Sainte-Marie et Saint-Materne de Lubomierz
L'église Sainte-Marie et Saint-Materne de Lubomierz est la plus importante église de la ville de Lubomierz située dans le sud-ouest de la Pologne (Silésie).

## Historique
Une première église a été construite en bois et a brûlé au XVe siècle lors d'un des incendies qui ont ravagé la ville. À sa place, un temple gothique a été érigé, qui a également été détruit dans un incendie en 1688, mais les éléments qui ont survécu à l'incendie sont devenus une partie de l'église actuelle érigée en 1727-1730 par l'architecte Jan Jakub Scheerhofer (Johann Jacob Scheerhofer) dans un style baroque.

## Dimensions
Les dimensions de l'édifice sont les suivantes :

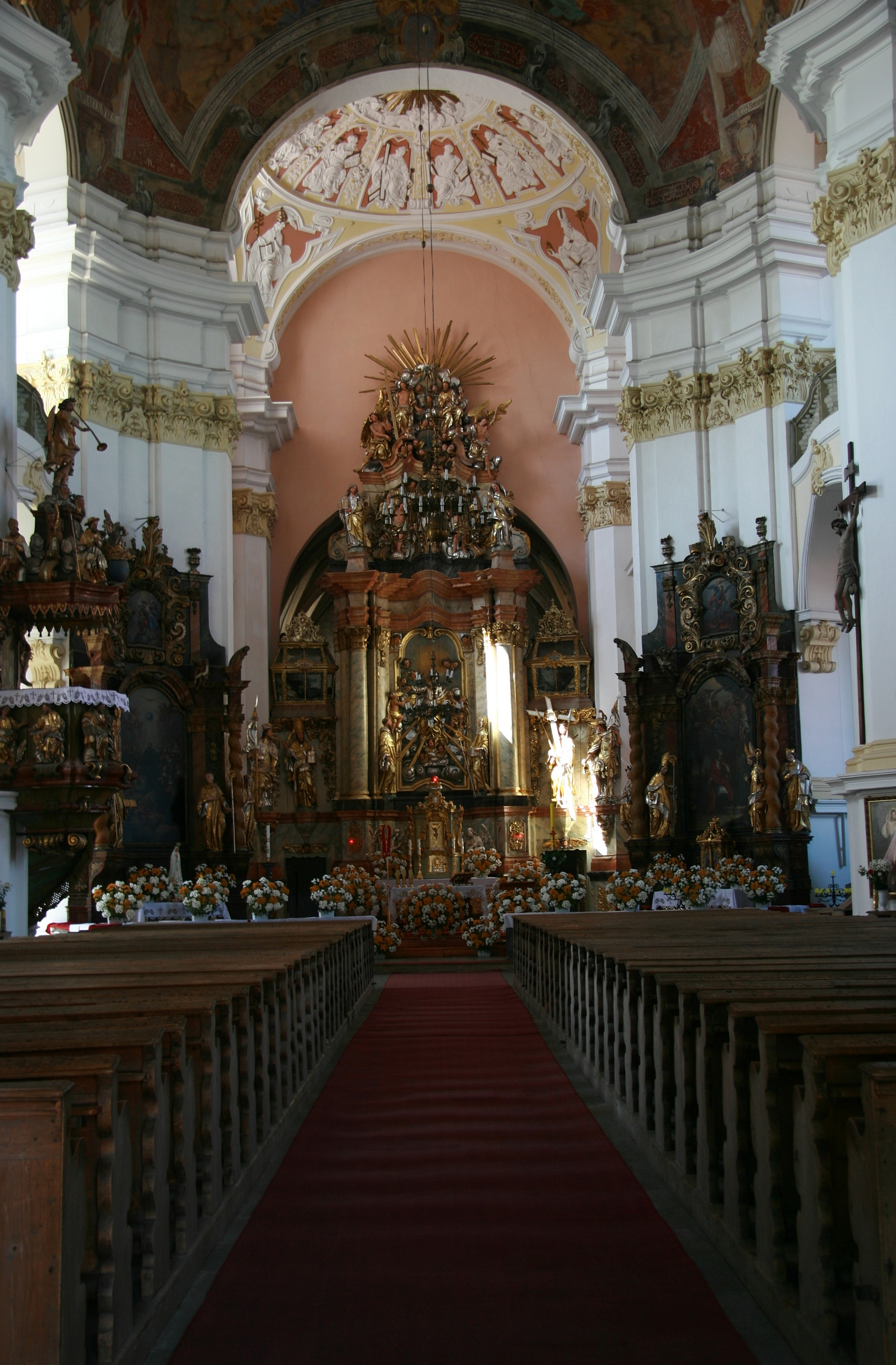
Intérieur de l'église

- Hauteur de la façade : 40 m